# Puntland Post
Puntland Post — інтернет-видання та щотижнева газета, розташована в Гарове, адміністративній столиці автономного регіону Пунтленд на північному сході Сомалі.

## Історія
Puntland Post була заснована у 2001 році сомалійськими емігрантами в Данії. На сайті газети публікуються щоденні місцеві та регіональні новини та аналітичні матеріали сомалійською та англійською мовами з акцентом на сомалійських справах. Puntland Post також видає щотижневу газету сомалійською мовою. Puntland Post випускає щомісячний англомовний вебжурнал під назвою Puntland Post Monthly.